# Odette du Puigaudeau
Odette Loyen du Puigaudeau (Saint-Nazaire, Loira Atlàntic, 20 de juliol de 1894 - Rabat, Marroc, 19 de juliol de 1991), fou una etnòloga, periodista, viatgera i exploradora francesa.

## Biografia
Procedent d'una família burgesa, filla del pintor de l'escola de Pont-Aven Ferdinand du Puigaudeau i de la retratista Blanche Van Den Broucke, Odette du Puigaudeau va residir des de 1908 a Le Croisic (Loira Atlàntic), a la casa pairal de Kervaudu. Filla única, va ser educada a casa pels seus pares.
Va deixar la família als 26 anys i es va instal·lar a París, on va treballar en diverses petites feines mentre covava el desig de marxar algun dia a altres horitzons per escriure grans llibres d'història.
Va intentar ser reclutada per Jean-Baptiste Charcot, l'explorador de les terres polars, però la seva sol·licitud per a formar part d'una expedició a Groenlàndia va ser rebutjada pel comandant Charcot, que no acceptava dones a bord. També es va matricular al curs d'oceanografia a la Sorbona, amb l'esperança de ser contractada al laboratori marí de Cartago a Tunísia, sense èxit.
Després va treballar com a dissenyadora als laboratoris del Collège de France, com a estilista a Jeanne Lanvin, periodista a L'Intransigeant, La femme de France, Vogue..., i finalment com a etnòloga. Aleshores va estar propera al Partit Autonomista Bretó i al llarg de la seva vida va prendre posicions a favor de l'emancipació de la Bretanya.
L'any 1928, per la seva atracció pel mar, va aconseguir ser contractada durant tres mesos com a ajudant de marineria en un vaixell del golf del Morbihan que pescava gambes, i obtingué així el carnet de registre marítim. L'any 1929, a Concarneau, esdevingué una de les primeres dones a embarcar-se en tonyineres bretones. Hi va fer dues campanyes de pesca de tonyina a bord dels vaixells Quatre Frères i Laurent-Émiliane. Descriu la vida a les illes bretones del període d'entreguerres al seu llibre Grandeur des Îles.

## Els viatges
Al 1933 va descobrir altres grans espais al desert del Sàhara. Es dedicà a fer els preparatius necessaris, salvoconduit de les autoritats, cartes de recomanació, contactes amb professors del Museu Nacional d'Història Natural com Théodore Monod, que l'havia precedit a Mauritània, aprendre mètodes arqueològics i una mica d'àrab bàsic... I al 1934 va partir fins a les fronteres de Mauritània en un vaixell de Douarnenez, La Belle Hirondelle, amb la seva companya, la pintora i dissenyadora Marion Sénones, que il·lustraria alguns dels seus llibres.
Després de desembarcar a Port-Étienne al cap de més de 20 dies de navegació en el vaixell bretó, les dues dones van emprendre, entre novembre de 1933 i octubre de 1934, un primer viatge de 4.500 quilòmetres per la part occidental del Sàhara. Primer es dirigeixen cap al lloc de Nouakchott, després a Kayes i després fins a Dakar, des d'on arribaren a Adrar. Van recórrer 2.500 quilòmetres en camell i 2.000 quilòmetres en cotxe. Explica el seu viatge, il·lustrat per Marion Sénones, les seves trobades amb les tribus mauritanes, les festes anuals de la guetna, i la travessa del desert d'Inchiri a la seva obra Pieds nus travers la Mauritanie, gran premi de l'Acadèmia Francesa el 1936. Gràcies a aquest llibre també va rebre el premi Anaïs Segalas l'any 1937. Aquest llibre cobreix la primera part del seu viatge al sud de Mauritània, incloses les regions de Trarza, Brakna i Assaba. La segona part del viatge, que va començar el juliol de 1934 i que es relata en el seu llibre La Grande foire aux dattes, fou publicat el 1937.
Les dues dones van fer un segon viatge a la mateixa regió entre desembre de 1936 i gener de 1938. Aquest viatge, ja un encàrrec oficial del Ministeri d'Educació i del Museu d'Història Natural, inclou investigacions arqueològiques. Dividit en tres etapes, es relata als llibres La route de l'Ouest (1945), Tagant (1949) i Le sel du désert (1940). La route de l'Ouest relata el viatge des del sud del Marroc fins a Adrar, mentre que Tagant, el viatge des d'Adrar al Tagant. Finalment Le sel du désert explica la història del viatge de Tagant a Tombuctú així com el viatge de Tombuctú a Tindouf a través de les salines de Taoudeni, seguint la gran caravana de sal, l'azalaï.
La Guerra Mundial interromp els projectes i cal esperar. Fundadora del Servei de la Dona Francesa, a París, al 1940, des d'aquella data va dur a terme missions de prehistòria i etnografia per a diferents ministeris i societats doctes. En un tercer viatge va partir en una expedició a Mauritània i els països del voltant entre desembre de 1949 i setembre de 1951 amb el suport del Ministeri de França d'ultramar i l'Institut Francès de l'Àfrica Negra. Inclou investigacions arqueològiques, però també llargs peíodes d'espera, a prop de la carretera Marroc-Senegal, aleshores en construcció. Quedaria reflectit en el llibre La piste Maroc-Sénégal, de 1954. I encara en faria un altre, de viatge, al gener-febrer de 1960. Tanmateix, a causa de les seves posicions polítiques a favor de la descolonització, va haver d'enfrontar-se a una hostilitat creixent per part de les autoritats colonials.
Es va establir a Rabat l'any 1961, on va realitzar emissions culturals per a la ràdio, de 1961 a 1962, i va ser documentalista del Ministeri d'Informació l'any 1963, i cap de l'oficina de prehistòria del Museu Arqueològic de Rabat de 1970 a 1977.

## La seva obra
La seva actitud com a etnòloga adoptà la pràctica del «treball de camp» i l'«observació participant». Malgrat que la seva és una carrera atípica i que es va mantenir al marge de les institucions acadèmiques, és respectada i reconeguda com a especialista en el món morisc. Fou anticolonialista, per tal com sostenia que aquest sistema, en no preservar les cultures tradicionals, havia fracassat. I, així, va fer campanya per la independència d'Algèria.
En total, en trenta anys, Odette du Puigaudeau va recórrer més de 15.000 quilòmetres al Sàhara, aplegant un nombre considerable de documents, que va fer servir per escriure vuit llibres, dos-cents articles i un tractat sobre el poble morisc. La seva obra etnogràfica, científica i literària és un homenatge al poble del Sàhara Occidental.
A més dels llibres de viatges, és autora d'una tesi etnogràfica dirigida per Théodore Monod, Arts et costums des Maures, que es publicà pòstumament. I també d'un assaig polític, Le Passé maghrébin de la Mauritanie (1962). Els seus fons es conserven des de 1942 al Departament de Mapes i Plànols de la Biblioteca Nacional de França. I també els seus arxius, que ella mateixa, aconsellada per la seva biògrafa, Monique Vérité, donà a la Societat Geogràfica els anys 1987 i 1991.

## Homenatges
Amb motiu del 27è aniversari de la seva mort, el Consell Nacional de Drets Humans i el Centre d'Estudis Saharauis de la Universitat Mohammed V van retre homenatge a aquesta figura de la vida intel·lectual de Rabat amb motiu d'un cicle de conferències organitzat el 19 de juliol de 2018 a la Biblioteca Nacional del Regne de Marroc.
A més, l'escola francesa de Dakhla, afiliada a la xarxa escolar de la Missió Secular Francesa, porta el nom Odette du Puigaudeau.

## Publicacions

### Obres
- Pieds nus à travers la Mauritanie, pròleg del general Gouraud, 1936.
- La grande foire aux dattes, 1937, premi de la Société des gens de lettres.
- Le sel du désert, 1940.
- La route de l'Ouest (Maroc-Mauritanie), 1945, premi Lange de l’Académie française el 1946.
- Grandeur des îles, pròleg de Monique Vérité, 1946.
- Mon ami Rachid, 1948.
- Tagant, 1949.
- La piste Maroc-Sénégal, 1954.
- Le passé maghrébin de la Mauritanie, 1962.

### Llibres
- Vérité, Monique. Odette du Puigaudeau, voyageuse, athnologue, écrivain, 1985.
- Monique Vérité, Odette du Puigaudeau, une Bretonne au désert, Jean Picollec, 1992 ISBN 2-86477-119-5.
- Sébastien, Jeanne. Des chameaux et des hommes. École national des chartes, 2019, p. 540.
- Faye, Catherine. L'Année des deux dames. Paulsen, 2020. ISBN 978-2-375-02102-6.

### Audiovisual
- Brigitte Chevet, Odette du Puigaudeau, de la Bretanya al desert (any 2000), Aber Images, France 3 Ouest, 26 min.